# Teleconferència
La teleconferència o telereunió és una reunió a distància que permet per una tecnologia telemàtica l'intercanvi directe d'informació entre diverses persones i màquines. Termes tals com conferències d'àudio o conferència telefònica també s'utilitzen de vegades per referir-se a les teleconferències. Segons el sistema, fa possible l'intercanvi en temps real d'àudio, vídeo o serveis de transmissió de dades, com la telefonia, teletips, ràdio i televisió. En empreses o grans organitzacions governementals, s'utilitza sobretot per a estalviar els costs i el temps de viatge inherents a les reunions presencials i permet en cas de crisis imminents una concertació ràpida per a prendre decisions urgents.

## Tipus de teleconferències
Hi ha cinc diferents tipus:
Multiconferència
Una comunicació telefònica entre més de dues persones en llocs diferents. La informació suportada és la veu i la xarxa de suport d'aquest servei és la xarxa telefònica bàsica (XTB), en utilitzar com a terminal el telèfon. Amb un únic número de telèfon s'accedeix a la unitat de multiconferència o UMC, que gestiona l'intercanvi d'informació entre els usuaris. Aquesta UMC estarà connectada a un cert nombre de línies telefòniques, que serà el nombre d'usuaris permesos a la vegada
Audioconferència
És un servei que permet la comunicació mitjançant veu de dues persones allunyades geogràficament, a més de facsímil o imatges estàtiques, encara que té la limitació de no es poden transmetre al mateix temps amb la veu. Aquesta comunicació es fa en temps real i en els dos sentits (bidireccional) utilitzant la xarxa telefònica bàsica i el terminal utilitzat és una sala integrada. L'objectiu fonamental és la comunicació entre dos grups, de manera que s'estableix la comunicació entre les dues sales d'audioconferència, que disposen dels mitjans necessaris per a captar les veus del grup.
Teleconferència audiogràfica
Presenta millores respecte a l'audioconferència. Permet la comunicació de veu amb alta qualitat i altres facilitats addicionals al mateix temps. La xarxa que suporta aquest tipus de servei és la xarxa digital de serveis integrats (XDSI), usant uns terminals específics (terminals de teleconferència audiogràfica). Un terminal de teleconferència audiogràfica (TTA) és necessari per a aquest servei. Una TTA és bàsicament una sala amb un equip d'àudio, un equip per a l'intercanvi de missatges, un altre equip per a l'intercanvi d'imatges, un fax, etc. La xarxa utilitzada per a la teleconferència audiogràfica és la XDSI. Per a la comunicació de múltiples grups es necessita també un UMC.
Videoconferència
La videoconferència el servei que permet la comunicació bidireccional simultània (en temps real), persona a persona o grup a grup, amb la diferència que no només es transmet veu, sense que és possible la transmissió de vídeo i opcionalment, imatges fixes, dades, textos i gràfics de grups. La comunicació s'estableix mitjançant XDSI.
Videotelefonía
És un servei audiovisual, bi- o pluridireccional que permet la comunicació persona a persona mitjançant veu i imatges (encara que també pot admetre transmissió de dades) en temps real. Inicialment necessitava com un terminal un videotelèfon, que consta bàsicament d'una pantalla, càmera, teclat, micròfon i altaveu i una la xarxa XDSI. La integració creixent de la telecomunicació i de la informàtica han fet que el servei pot realitzar-se per internet amb qualsevol dispositiu (ordinador, telèfon intel·ligent, tauleta tàctil...) connectat a la xarxa. Una de les plataformes més populars és Skype.